# Dolichopeza (Nesopeza) spinisternata
Dolichopeza (Nesopeza) spinisternata is een tweevleugelige uit de familie langpootmuggen (Tipulidae). De soort komt voor in het Oriëntaals gebied.